# رضا کریمی یامچی
رضا کریمی یامچی (زادهٔ ۲ آذر ۱۳۲۲ – درگذشتهٔ ۴ مهر ۱۳۷۸) روحانی، نویسنده، و نمایندهٔ دوره دوم مجلس شورای اسلامی از حوزهٔ انتخابیهٔ مرند و جلفا بود.

## زندگی‌نامه
او تحصیلات حوزوی خود را در خوی، تبریز و سپس حوزه علمیه قم گذراند و از فعالان سیاسی پیش از انقلاب ۱۳۵۷ به‌شمار می‌رفت. پس از انقلاب، مسئولیت‌هایی از جمله عضویت در کمیته انقلاب اسلامی، مسئول عقیدتی سیاسی نیروی هوایی ارتش، و تأسیس مسجد ائمه اطهار (تهران) را بر عهده داشت.
کریمی یامچی در سال ۱۳۵۵ سفری مطالعاتی به مصر و لبنان انجام داد و پس از آن کتابی با عنوان آشنایی با نهضت‌های اسلامی در مصر: از سید جمال‌الدین تا خالد اسلامبولی نوشت.
او در سال ۱۳۶۳ به نمایندگی از مردم مرند و جلفا وارد مجلس شورای اسلامی شد و تا سال ۱۳۶۷ در این سمت بود. وی در ۴ مهر ۱۳۷۸ در تهران درگذشت.

## آثار
- آشنایی با نهضت‌های اسلامی در مصر: از سید جمال‌الدین تا خالد اسلامبولی. تهران: انتشارات دار ال‍ق‍ل‍م. ۱۳۷۸.